# Werner Schroeter
Werner Schroeter (n. 7 aprilie 1945, Georgenthal, Thüringen - d. 12 aprilie 2010, Kassel) a fost un regizor german, de teatru, film și operă.

## Filmografie
- 1967: Verona
- 1968: Aggressionen
- 1968: Callas Walking Lucia
- 1968: Callas-Text mit Doppelbeleuchtung
- 1968: Faces
- 1968: Grotesk – Burlesk – Pittoresk
- 1968: Himmel hoch
- 1968: La morte d'Isotta
- 1968: Maria Callas Porträt
- 1968: Mona Lisa
- 1968: Paula – Je reviens
- 1968: Übungen mit Darstellern
- 1968: Virginia’s Death
- 1969: Argila
- 1969: Eika Katappa
- 1969: Neurasia
- 1969: Nicaragua
- 1970: Anglia
- 1970: Der Bomberpilot
- 1971: Macbeth
- 1971: Salome
- 1972: Der Tod der Maria Malibran
- 1973: Willow Springs
- 1975: Der schwarze Engel
- 1975: Johannas Traum
- 1976: Goldflocken
- 1978: Neapolitanische Geschwister / Neapolitanische Geschichten
- 1980: Die Generalprobe
- 1980: Palermo oder Wolfsburg
- 1980: Weiße Reise
- 1981: Tag der Idioten
- 1982: Liebeskonzil
- 1983: Der lachende Stern
- 1986: Auf der Suche nach der Sonne
- 1986: Der Rosenkönig
- 1986: Zum Beispiel Argentinien
- 1991: Malina
- 1996: Poussières d'amour – Abfallprodukte der Liebe
- 2000: Die Königin – Marianne Hoppe
- 2002: Deux
- 2008: Diese Nacht

## Distincții
- 1996: premiul Leopardul de aur